# Trigger (base de datos)
Un trigger o disparador es un objeto que se asocia con tablas y se almacena en la base de datos. Su nombre se deriva por el comportamiento que presentan en su funcionamiento, ya que se ejecutan cuando sucede algún evento sobre las tablas a las que se encuentra asociado. Los eventos que hacen que se ejecute un trigger son las operaciones de inserción (INSERT), borrado (DELETE) o actualización (UPDATE), ya que modifican los datos de una tabla.
La utilidad principal de un trigger es mejorar la gestión de la base de datos, ya que no requieren que un usuario los ejecute. Por lo tanto, son empleados para implementar las REGLAS DE NEGOCIO (tipo especial de integridad) de una base de datos. Una Regla de Negocio es cualquier restricción, requerimiento, necesidad o actividad especial que debe ser verificada al momento de intentar agregar, borrar o actualizar la información de una base de datos. Los triggers pueden prevenir errores en los datos, modificar valores de una vista, sincronizar tablas, entre otros.

## Combinaciones
La acción del trigger,siempre que no se viole la restricción del trigger se ejecuta dependiendo de la combinación de tipos de trigger:
- Before statement: Antes de ejecutar la sentencia de disparo.
-Before row: Antes de modificar cada fila afectada por la sentencia de disparo,y antes de chequear las restricciones de integridad apropiadas .
-After statement: Después de ejecutar la sentencia de disparo,y después de chequear las restricciones de integridad apropiadas.
-After row: Después de modificar cada fila afectada por la sentencia de disparo y posiblemente aplicando las restricciones de integridad apropiadas .

## Componentes principales
Estructura básica de un "trigger" (disparador):
- Llamada de activación: es la sentencia que permite "disparar" el código a ejecutar.
- Restricción: es la condición necesaria para realizar el código. Esta restricción puede ser de tipo condicional o de tipo nulidad.
- Acción a ejecutar: es la secuencia de instrucciones a ejecutar una vez que se han cumplido las condiciones iniciales.

## Tipos
Existen dos tipos de disparadores que se clasifican según la cantidad de ejecuciones a realizar:
- Row Triggers (o Disparadores de fila): son aquellas que se ejecutaran cada vez que se llama al disparador desde la tabla asociada al trigger
- Statement Triggers (o Disparadores de secuencia): son aquellos que sin importar la cantidad de veces que se cumpla con la condición, su ejecución es única.

Pueden ser de sesión y almacenados; pero no son recomendables[cita requerida].

## Efectos y características
- No aceptan parámetros o argumentos (pero podrían almacenar los datos afectados en tablas temporales)
- No pueden ejecutar las operaciones COMMIT o ROLLBACK porque estas son parte de la sentencia SQL del disparador (únicamente a través de transacciones autónomas)
- Pueden causar errores de mutaciones en las tablas, si se han escrito de manera deficiente.

## Ejemplo
Un sencillo ejemplo (para SQL Server) sería crear un Trigger para insertar un pedido de algún producto cuando la cantidad de éste, en nuestro almacén, sea inferior a un valor dado.
```
CREATE
 
TRIGGER
 
TR_ARTICULO

	
ON
 
ARTICULOS
 

	
AFTER
 
UPDATE
 

		
AS
 

			
BEGIN

				
INSERT
 
INTO
 
HCO_ARTICULO
 

				
(
IDARTICULO
,
 
STOCK
,
 
FECHA
)

				
SELECT
 
ID_ARTICULO
,
 
STOCK
,
 
GETDATE
()

				
FROM
 
INSERTED
 

			
END
 

			

INSERT
 
INTO
 
ARTICULOS
 
VALUES
 
(
1
,
 
'MEMORIA'
,
 
12
,
 
'12/03/2014'
)

SELECT
 
*
 
FROM
 
ARTICULOS

UPDATE
 
ARTICULOS

SET
 
STOCK
 
=
 
STOCK
 
-
 
20

WHERE
 
ID_ARTICULO
 
=
 
1

SELECT
 
*
 
FROM
 
HCO_ARTICULO

```

## Disparadores en MySQL
Los disparadores son soportados en MySQL a partir de la versión 5.0.2. Algunos de los soportes existentes son los disparadores para las sentencias INSERT, UPDATE y DELETE
El estándar SQL:2003 requiere que los disparadores den a los programadores acceso a las variables de un registro utilizando una sintaxis como REFERENCING NEW AS n. Por ejemplo, si un disparador está monitoreando los cambios en la columna salario, podría escribirse un disparador como:

```
  
CREATE
 
TRIGGER
 
ver_salario

     
BEFORE
 
UPDATE
 
ON
 
empleados

     
REFERENCING
 
NEW
 
ROW
 
AS
 
n
,
 
OLD
 
ROW
 
AS
 
o

     
FOR
 
EACH
 
ROW

     
IF
 
n
.
salario
 
<>
 
o
.
salario
 
THEN
 

     
END
 
IF
;

```

```
  
CREATE
 
TRIGGER
 
ver_salario

     
BEFORE
 
UPDATE
 
ON
 
empleados

     
REFERENCING
 
NEW
 
ROW
 
AS
 
n
,
 
OLD
 
ROW
 
AS
 
o

     
FOR
 
EACH
 
ROW

     
IF
 
n
.
salario
 
<>
 
o
.
salario
 
THEN
 

     
END
 
IF
;

```

Como en MySQL las sentencias se ejecutan luego de escribir el signo punto y coma (;), cabe destacar que para crear un disparador en MySQL, antes se escribe la sentencia DELIMITER seguida de un carácter tal como |, la cual asigna la función del punto y coma (;) a otro carácter permitiendo que el disparador sea escrito usando los puntos y comas sin que se ejecute mientras se escribe; después de escrito el disparador se escribe nuevamente la sentencia DELIMITER ; para asignar al punto y coma su función habitual.

## Disparadores en PostgreSQL
Desde 1997 PostgreSQL soporta el uso de disparadores, estos pueden anexarse a las tablas pero no a las vistas; aunque a las vistas se les pueden crear reglas.
Al igual que en MySQL los disparadores de PostgreSQL se pueden activar luego de sentencias INSERT, UPDATE o DELETE
Cuando hay varios disparadores, se activan en orden alfabético. 
Además de permitir el uso de funciones en el lenguaje nativo de PostgreSQL, PL/PgSQL, los disparadores también permiten invocar funciones escritas en otros lenguajes como PL/Perl.
En Postgres un disparador ejecuta una función la cual contiene el código de lo que se requiere, esto difiere del método expuesto anteriormente para MySQL que escribe el código a ejecutarse dentro del mismo disparador.
El siguiente es un ejemplo de disparador creado con su respectiva función:
```
CREATE
 
OR
 
REPLACE
 
FUNCTION
 
actualizar
()
 
RETURNS
 
TRIGGER
 
AS
 
$
ejemplo$

  
BEGIN

       
NEW
.
nombre
 
:
=
 
NEW
.
nombres
 
||
 
' '
 
||
 
NEW
.
apellidos
 
;

       
RETURN
 
NEW
;

  
END
;

$
ejemplo$
 
LANGUAGE
 
plpgsql
;

CREATE
 
TRIGGER
 
ejemplo

BEFORE
 
INSERT
 
OR
 
UPDATE
 
ON
 
tabla

    
FOR
 
EACH
 
ROW
 
EXECUTE
 
PROCEDURE
 
actualizar
();

ejemplo
 
2
:

create
 
trigger
 
DIS_t_Libro_insertar
 
on
 
t_Libro

for
 
insert

as

declare
 
@
descrip
 
varchar
(
max
)

select
 
@
descrip
=
Descripcion
 
from
 
t_Libro

join
 
inserted

on
 
inserted
.
codigolibro
=
t_Libro
.
codigo

where
 
t_Libro
.
codigo
=
inserted
.
codigolibro

if
 
(
@
descrip
 
>=
 
(
select
 
IdAutor
 
from
 
inserted
 
))

update
 
t_Libro
 
set
 
Rodaje
=
Rodaje
-
inserted
.
codigolibro

from
 
t_Libro

join
 
inserted

on
 
inserted
.
codigolibro
=
t_Libro
.
codigo

where
 
codigo
=
t_Libro
.
codigolibro

else

begin

raiserror
 
(
''
,
10
,
1
)

rollback
 
transaction

end

```